# Gaetano Baluffi
Gaetano Baluffi (Ancona, 29 marzo 1788 – Imola, 11 novembre 1866) è stato un cardinale e arcivescovo cattolico italiano.
Scrisse alcune opere storiche e religiose.

## Biografia
Di famiglia agiata, nacque ad Ancona da Pietro e Paola Micheletti il 29 marzo 1788.
Nel 1833 fu consacrato vescovo da Gregorio XVI. Servì la diocesi di Bagnoregio per tre anni. Nel 1837 fu nominato internunzio nello stato americano della Colombia.
Tornò in Italia dopo cinque anni, allorché fu nominato arcivescovo di Camerino (1842). Nell'aprile del 1845 fu nominato segretario della Congregazione dei vescovi e regolari. Nel 1846, con l'elezione di Giovanni Maria Mastai Ferretti al soglio pontificio, lo sostituì dal 21 settembre come vescovo di Imola.

Ricevette il titolo personale di arcivescovo.
Alla fine di quell'anno, nel concistoro del 21 dicembre, papa Pio IX lo elevò al rango di cardinale con il titolo dei Santi Marcellino e Pietro.
Nel 1859 la Legazione delle Romagne fu annessa al Regno di Sardegna. Nel 1860 il consiglio comunale d'Imola organizzò le celebrazioni per il tredicesimo anniversario dello Statuto Albertino (1848). Tutti i dipendenti comunali ricevettero l'ordine di partecipare. Tra essi vi erano numerosi sacerdoti, impegnati come docenti nelle scuole comunali. Il cardinal Baluffi vietò ai sacerdoti diocesani di partecipare alle celebrazioni, che si tennero il 13 maggio.

Il 20 giugno successivo il giusdicente d'Imola ordinò gli arresti domiciliari in episcopio del vescovo e lo rinviò a giudizio. Il 16 agosto il tribunale di Ravenna lo assolse dall'accusa con formula piena.
Gaetano Baluffi morì a Imola l'11 novembre 1866, all'età di 78 anni.

## Opere
- Dei Siculi e della fondazione d'Ancona dissertazione, Ancona, Tipografia Baluffi, 1821.
- L'America un tempo spagnuola riguardata sotto l'aspetto religioso dall'epoca del suo discuoprimento sino al 1843, 2 voll., Ancona, G. Sartori Cherubini, 1844-45.
- La Chiesa Romana riconosciuta alla sua carità verso il prossimo per la vera Chiesa di Gesù Cristo, Imola, Tipografia Galeati, 1854.

## Genealogia episcopale
La genealogia episcopale è:
- Cardinale Scipione Rebiba
- Cardinale Giulio Antonio Santori
- Cardinale Girolamo Bernerio, O.P.
- Arcivescovo Galeazzo Sanvitale
- Cardinale Ludovico Ludovisi
- Cardinale Luigi Caetani
- Cardinale Ulderico Carpegna
- Cardinale Paluzzo Paluzzi Altieri degli Albertoni
- Papa Benedetto XIII
- Papa Benedetto XIV
- Papa Clemente XIII
- Cardinale Marcantonio Colonna
- Cardinale Giacinto Sigismondo Gerdil, B.
- Cardinale Giulio Maria della Somaglia
- Cardinale Carlo Odescalchi, S.I.
- Cardinale Gaetano Baluffi